# Carl Engler
Carl Oswald Viktor Engler (ur. 5 stycznia 1842 w Weisweil, zm. 7 lutego 1925 w Karlsruhe) – chemik niemiecki, twórca metody pomiaru lepkości względnej za pomocą wiskozymetru. Na jego cześć przyrząd do pomiaru lepkości względnej nazwano lepkościomierzem Englera oraz jednostkę lepkości względnej stopniem Englera.
Od 1859 r. studiował chemię w Karlsruhe, doktoryzował się w 1864 we Fryburgu Bryzgowijskim, w 1867 został prywatnym wykładowcą. Od 1871 r. profesor Uniwersytetu w Halle. W 1876 r. powrócił na Politechnikę w Karlsruhe, od 1885 jako profesor zwyczajny technologii chemicznej. Specjalista w dziedzinie chemii i technologii ropy naftowej (ogłosił w 1890 r. teorię o jej organicznym pochodzeniu).
Wraz z Emmerlingiem dokonał w 1870 r. syntezy sztucznego indyga. Jest twórcą organicznej teorii pochodzenia ropy naftowej, tłumaczącej jej powstanie z tłuszczów organizmów morskich, żyjących w dawnych epokach geologicznych, pod wpływem silnego ciśnienia i wyższej temperatury w głębi ziemi. Przez destylację tłuszczów w wyższej temperaturze i pod silnym ciśnieniem otrzymał destylaty, składem i własnościami przypominające destylaty ropy naftowej.